# Teatr Komedia w Poznaniu (2023)
Teatr Komedia w Poznaniu – prywatny, komediowy teatr repertuarowy, założony w 2023 roku, zlokalizowany na obszarze SIM Kasztelanów, na osiedlu samorządowym Grunwald Południe, a wcześniej na Jeżycach.

## Historia
Teatr zainaugurował swoją działalność 1 lutego 2023 roku z inicjatywy poznańskiej reżyserki i pedagoga teatralnego Sandry Matuszak oraz Cezarego Gierackiego. Zgodnie z założeniem twórców na scenie królować miał lekki, komediowy repertuar.  
Jest to scena kameralna, posiada obecnie 76 miejsc na widowni (pierwotnie - 49). W ramach Sceny Muzycznej w teatrze odbywają się także koncerty (np. Kabaretu Muzycznego Klub Szyderców Bis). Obecnie teatr oferuje różne spektakle i wydarzenia, np.:  
- spektakle komediowe,
- koncerty muzyczne,
- występy kabaretowe,
- wydarzenia dla dzieci
- okolicznościowe show komediowo-muzyczne na Halloween, Sylwestra, czy Walentynki[3].

## Zespół Teatru Komedia
W zespole Teatru Komedia pracują aktorki i aktorzy, między innymi: Paweł Stachowczyk, Marta Jarmuszczak, Mikołaj Fajfer, Artur Kamiński oraz Aleksandra Kołtuniak.